# Daulotdia
Daulotdia est une ville du Bangladesh, à l'est de l'Inde, qui vit de la prostitution.